# Sommarö, Föglö
Sommarö är en by i Föglö kommun på Åland med 19 invånare (2023). Den ligger i den del av kommunen som kallas Östersocken och hörde fram till 2006 till Föglö församling, därefter till Ålands södra skärgårdsförsamling.
Byn har medeltida ursprung och består av tre gamla hemman (jordebokshemman). Bönderna förr i tiden försörjde sig i huvudsak på jordbruk, boskapsskötsel och kanske framför allt fiske. Bönderna kunde också sälja en del ost och kreatur.

## Geografi
Sommarö gränsar i norr mot byn Horsholma, i öster och söder mot Hastersboda samt i väster mot Sanda och en kort sträcka mot Skogboda. Dessutom har Sommarö vattengräns i öster mot Sottunga kommun och byarna Husö och Hästö.
Sommarö och resten av Östersocken har förbindelse med de västra delarna av Föglö via Brändöströmsbron över Brändöströmmen, det smala sund som skiljer Brändö från byn Sonboda.

## Näringsliv
På Östergårds i Sommarö finns familjeföretaget Sommarögård som bedriver fiske och förädling av fisk, stuguthyrning samt jord- och skogsbruk. En stor del av verksamheten utgörs av djurhållning, framförallt fåruppfödning.

## Historia
Liksom resten av Ålands skärgård befolkades Sommarö under medeltiden. Byn är en avsöndring från den större byn Hastersboda i öster. 
På medeltiden låg Hastersboda och Sommarö på två olika öar, åtskilda genom ett smalt sund. Namnet Sommarö berättar att ön ursprungligen, innan den var bebodd, mest användes sommartid av Hastersbodaborna, säkert främst som betesholme. På ön anlade sedan någon, kanske en yngre son i Hastersboda, ett nybygge som kom att kallas Sommarö efter ön. Senare tillkom ytterligare två nybyggen på samma ö, Sanda i väster och Skogboda i söder. Med tiden utvecklades de till byar som successivt avsöndrades från Hastersboda och fick sina egna domäner inom bestämda gränser. Men det var en långdragen process. Av 1661 års jordebok framgår att Sommarö ännu hade skog och betesmark gemensamt med Hastersboda.

### 1500- och 1600-talet
När vi första gången möter Sommarö i de historiska källorna, i 1537 års skattebok, hade byn två bönder, Mats Gudmundsson och Jeppe Jönsson. Från 1580-talet redovisas regelmässigt tre bönder i Sommarö. 
Hela Sommarö blev öde omkring år 1600. Vilka olyckor som drabbade byn är okänt. De sista åren på 1500-talet präglades av missväxt och hungersnöd samtidigt som många gårdar i Föglö, särskilt kring Degerby, drabbades hårt av härjande krigsfolk, vilket ledde till att många blev öde. Men östra delen av socknen verkar inte ha drabbats lika hårt, bortsett från Sommarö. Det dröjde inte särskilt många år, till 1606, innan de tre gårdarna åter var bebodda.
Den första beskrivningen av Sommarö ges i 1661 års jordebok: ”Denna by haver lika lägenhet med Hastersboda och ligga tillhopa om skog och mulbete. Några ängsholmar hava de uti sjön.” Och om Hastersboda säger jordeboken: ”Denna by haver brännskog och mulbete till nödtorften, strömmingsfiske i stora havet och fjällfiskedräkt hemma under landet medelmåttigt. Humlegårdar till deras husbehov.” Det vill säga: Sommaröborna hade brännved och bete åt kreaturen så det räckte, vidare fiskade de strömming i ”stora havet”, medan fjällfisk kunde fångas på byns eget vatten. Humle odlade de så det räckte till det egna behovet. Sommarö och Hastersboda hade gemensam utmark, det vill säga skogen var ännu inte skiftad. Dessutom nyttjade Sommaröborna en del ängsholmar.

### 1700-talet
Den första kartan över Sommarö upprättades 1773 av lantmätaren Carl Niclas Biörckbom i samband med att byn skattlades. Lantmätaren beskriver böndernas villkor. De försörjde sig i huvudsak på jordbruk, boskapsskötsel och fiske. Fisket, som bedrevs på höstar och vårar, var någorlunda lönande. Bönderna kunde också sälja en del ost och kreatur. Inkomsterna räckte till att betala kronoutlagorna (skatterna) och köpa sådant som de behövde till sina gårdar såsom råg, korn, hampa, järn och salt. Lantmätaren ger här ett bra exempel på hur ekonomin i den åländska skärgården såg ut i äldre tider: Fisket och boskapsskötseln gav ett överskott som genom handel kunde omvandlas till i första hand spannmål och salt, två ständiga bristvaror för skärgårdsborna.

### 1800-talet
Jordbruk och fiske var viktiga näringar i Sommarö. Under andra hälften av 1800-talet hade även seglationen stor betydelse för byns försörjning. Flera av byborna hade andelar i fartyg.

### 1900-talet
I mitten på 1900-talet byggdes vägar, vägbankar och broar i Föglö som förband byarna med varandra. Bilar ersatte med tiden båtarna. Hur livet tedde sig innan vägarna fanns berättade före detta skomakaren Karl Eriksson (1895–1993), född i Sommarö, för etnologen Per-Ove Högnäs i november 1984: I Karl Erikssons barndom hade alla i Sommarö egna båtar som man for till kyrkan med; 19–21 fots gavelbåtar med ett sprisegel och fock. Längre tillbaka hade Östersocken gemensamma kyrkbåtar med fyra par åror. Roddarna byttes av vid Halvfärdingskobb. Om det var tjänlig vind seglade man. Vid kyrkan tog man iland vid Likholm.

### Befolkningsutveckling
| Befolkningsutvecklingen i Sommarö 1970–2020 | Befolkningsutvecklingen i Sommarö 1970–2020 | Befolkningsutvecklingen i Sommarö 1970–2020 | Befolkningsutvecklingen i Sommarö 1970–2020 | Befolkningsutvecklingen i Sommarö 1970–2020 |
| ------------------------------------------- | ------------------------------------------- | ------------------------------------------- | ------------------------------------------- | ------------------------------------------- |
|                                             |                                             |                                             |                                             |                                             |
| År                                          |                                             |                                             | Folkmängd                                   |                                             |
| 1970                                        | 1970                                        |                                             | 22                                          |                                             |
| 1980                                        | 1980                                        |                                             | 15                                          |                                             |
| 1990                                        | 1990                                        |                                             | 19                                          |                                             |
| 2000                                        | 2000                                        |                                             | 14                                          |                                             |
| 2010                                        | 2010                                        |                                             | 16                                          |                                             |
| 2020                                        | 2020                                        |                                             | 19                                          |                                             |
|                                             |                                             |                                             |                                             |                                             |

## Mickel Olofsson
En bemärkt person med rötterna i Sommarö var Mickel Olofsson, född troligen på 1550-talet och död 1615 i Stockholm. Han hade en lång och framgångsrik karriär inom den svenska statsförvaltningen, skickligt manövrerande mellan olika intressegrupperingar i det så turbulenta Sverige under slutet av 1500- och början av 1600-talet. Han blev med tiden sekreterare (i praktiken chef) för rikets kansli, ståthållare på Stockholms slott och slutligen assessor i Svea hovrätt. Mickel Olofsson var en av det dåtida Sveriges mest inflytelserika tjänstemän 
Vid tinget i Föglö den 10 november 1641 begärde en måg till Mickel Olofsson, löjtnanten Christer Siöblad (död 1645), ett bevis att svärfadern hade ägt ett hemman i Sommarö och att detta varit hans ”faders mödernearv”. Nämnden intygade att gården hade blivit öde och övergått i kronans ägo. Sedan ska Mickel Olofsson ha köpt sin farmors hemgård och även betalat skatt för den tills han erhöll frälse (skattebefrielse) på gården. Frälsefriheten övertogs efter Mickel Olofssons död av änkan och efter hennes död kom gården, inklusive friheterna, att övertas av dottern Maria Mickelsdotter (död 1681), gift med Christer Siöblad, och efter honom av dottersonen, den sjuklige Per Siöblad (död 1670). 
Dessa personer var bosatta i Uppland, och deras intresse för gården förefaller måttligt. Det är nog tveksamt om de någonsin satte sin fot i Sommarö. De ägde gården – den var ett skattehemman och är också noterad som ett sådant i jordeböckerna – men från och med 1661 års jordebok är den utan förklaring redovisad som ett kronohemman (ägd av staten). Frälsefriheten finns noterad ännu i jordeboken 1688, men förefaller sedan ha upphört.

## Hemmanen
När Sommarö första gången nämns i de historiska källorna, i 1537 års skattebok, hade byn två bönder. Sedan följer en period, från 1539 till 1558, med bara en bonde. Från 1559 finns åter två bönder och från 1580-talet redovisas regelmässigt tre bönder i Sommarö. Det verkar som att en gård i Sommarö en tid finns redovisad under grannbyn Hastersboda, vilket kan vara förklaringen till att antalet bönder varierade. 
De tre hemmanen var länge olika stora, men 1772 gjordes de lika stora: 118 jordmark eller 2/3 mantal. Senare på 1700-talet förmedlades hemmanen till 15/32 mantal. I jordeböckerna ges hemmanen omkring 1730 nummer (1–3). Från 1830 är de också noterade med namn. 
- 1, Mellangård, ett skattehemman, blev under tidigt 1600-talet ett kronohemman efter att ha legat öde några år, köptes åter till skatte av sekreteraren Mickel Olofsson (se ovan) som erhöll frälsefrihet på gården. Från och med 1661 är gården på nytt noterad som ett kronohemman. Den köptes 1886 till skatte. Mellangård har namn efter läget i byn.[12]
- 2, Östergård, ett skattehemman, blev under tidigt 1600-talet ett kronohemman efter att ha legat öde en period och köptes åter till skatte 1887. Östergård har namn efter läget i byn.[13] Enligt kulturmiljöinventeringen gjord på 1990-talet utgör Östergård en mycket välbevarad gårdsmiljö med manbyggnad och en mängd äldre uthusbyggnader bevarade i ursprungligt skick. Manbyggnaden uppfördes 1872 av österbottniska timmermän. Verandan med tätt spröjsade fönster är samtida med huset. Exteriören med många olika snickeridetaljer är i relativt ursprungligt skick. På södra gaveln finns en ovanlig dekoration. Inne i frontonen (triangeln) ovanför vindsfönstret finns en förgylld strålkrans med symbolen ”Guds allseende öga”. Bland uthusbyggnaderna märks ladugård från sekelskiftet 1900, stall från 1920, lillstuga från 1931. bod/källare från 1920-talet, timrat härbre av okänd ålder och en väderkvarn.[9]
- 3, Västergård, ett skattehemman, blev under tidigt 1600-talet ett kronohemman efter att ha legat öde en period och köptes åter till skatte 1772. Västergård har namn efter läget i byn.[13]

## Holmar och skär
Bland holmar och skär som hör till byn Sommarö märks:
- Algersö (visa på karta), största längd 1,3 kilometer, har i söder genom landhöjningen växt samman med flera mindre holmar: Älgskär, Högskär och Rysskär samt Pattskär som hör till byn Hastersboda.
- Börsholm (visa på karta), 21,2 hektar, största längd 800 meter, holmen hörde enligt 1773 års karta i sin helhet till Sommarö, men nu tillhör huvuddelen byn Hastersboda och bara en mindre del Sommarö.
- Finnkläpparna (visa på karta), har genom landhöjningen växt samman med Lökholm i väster och Sälgskär i öster.
- Högskär (visa på karta), har genom landhöjningen växt samman med Algersö och Älgskär.
- Kråkskär (visa på karta), 12,9 hektar, största längd 600 meter.
- Långharan (visa på karta), 3,5 hektar, största längd 340 meter.
- Lökholm (visa på karta), har genom landhöjningen växt samman med Stumskär, Finnkläpparna och Sälgskär i öster samt med Hamnholm, som hör till byn Horsholma, i norr. Det ursprungliga Lökholm har en största längd på drygt 700 meter.
- Rysskär (visa på karta), har genom landhöjningen växt samman med Algersö i norr.
- Skötkobben (visa på karta), 1,1 hektar, största längd 150 meter.
- Stumskär (visa på karta), har genom landhöjningen växt samman med Lökholm i väster. Det ursprungliga Stumskär har en största längd på cirka 400 meter. Enligt 1773 års karta över Sommarö hörde holmen då till grannbyn Hastersboda.
- Sälgskär (visa på karta), har genom landhöjningen växt samman med Finnkläpparna och Lökholm i väster. Det ursprungliga Sälgskär har en största längd på cirka 450 meter.
- Älgskär (visa på karta), har genom landhöjningen växt samman i norr med Algersö och i söder med Pattskär som hör till byn Hastersboda.